# Vitória da Conquista
Vitória da Conquista este un oraș și o municipalitate din statul un oraș în statul Bahia (BA) din Brazilia.

## Personalități născute aici
- Antônio Rodrigo Nogueira, luptător de arte marțiale.